# Kinga Zygma
Kinga Zygma (ur. 3 listopada 1957 w Krakowie, zm. 29 sierpnia 2015 w Viersen) – polska poetka i tłumaczka.

## Życiorys
Absolwentka VIII Liceum Ogólnokształcącego im. Stanisława Wyspiańskiego w Krakowie, laureatka olimpiady polonistycznej w 1975. Studiowała polonistykę na Uniwersytecie Jagiellońskim w Krakowie. Publikowała m.in. w krakowskim kwartalniku „Magazyn Kulturalny” (pod redakcją Tadeusza Śliwiaka). W 1980 w Wydawnictwie Literackim wydała debiutancki tomik wierszy (Minuta mówienia). W latach 1985–1987 mieszkała w Paryżu, od 1988 wraz z rodziną w Viersen, gdzie ukończyła studia na kierunku pedagogika kultury w Fachhochschule Niederrhein w Mönchengladbach. Później zajmowała się opieką nad uchodźcami i pracą z młodzieżą szkolną w zakresie edukacji kulturalnej. Od 2008 prowadziła Blog Bobika.

## Twórczość – tomiki poezji
- 1980 – Minuta mówienia (Wydawnictwo Literackie, Kraków)
- 1998 – Pęknięte naczynie (Oficyna Konfraterni Poetów, Kraków)
- 1998 – Wyjazdy, powroty (Wydawnictwo Baran i Suszczyński, Kraków)
- 1998 – Czary
- 1998 – Martwa natura ze starym małżeństwem
- 1999 – Chryzantema
- 2000 – Ciemna twarz